# Soroptimist
Le Soroptimist, dont le nom signifie « le meilleur pour les femmes », est un club service dont le recrutement est féminin.

## Histoire, siège et effectifs
Le mouvement a été fondé en 1921. Le siège du Soroptimist International des Amériques est situé à Philadelphie (Pennsylvanie). L'organisation compte approximativement 95 000 membres dans plus de 120 pays. La section française a été créée en 1924 par Suzanne Noël,. Y contribue Alice La Mazière, qui en assure la présidence jusqu'en 1926.

## Principes
Le Soroptimist International (SI) est un réseau mondial de femmes exerçant une activité professionnelle et aidant de leurs compétences les communautés locales, nationales et internationales en faveur des droits humains et du statut de la Femme. Premier club service féminin, le Soroptimist International est mondial. C’est un mouvement interprofessionnel, non politique et non confessionnel. Relevant du statut des organisations non gouvernementales, accrédité auprès des agences de l'ONU (ECOSOC, UNESCO, UNICEF, HCR, PNUD, FAO et OIT), le Soroptimist International est à l'origine de mouvements de générosité. Conformément à leurs statuts associatifs, les Soroptimistes sont ainsi des communautés d'intérêt de femmes,.
Le Soroptimist International est composé de 5 fédérations :
- - Soroptimist International des Amériques (SIA)
  - Soroptimist International d’Europe (SIE)
  - Soroptimist International de Grande Bretagne et d’Irlande (SIGBI)
  - Soroptimist International du Sud Est Asie Pacifique (SISEAP)
  - Soroptimist International Fédération d’Afrique (SIFAF)

Environ 66 000 membres de clubs dans 121 pays travaillent au niveau local, national et international. Leurs buts: éduquer, autonomiser et promouvoir la condition des femmes et des filles.

## Étymologie
Ce nom a pour origine l'expression « sorores ad optimum » : « sœurs pour le meilleur », qui s'est traduite chez les soroptimistes anglo-saxonnes par « le meilleur pour les femmes » (« The best for Women »).

## Soroptimist France
En France, plus de 2000 femmes dans 101 clubs agissent au niveau local, national et international, afin d’améliorer les conditions de vie des femmes et des enfants. Cela se traduit par des projets et des actions concrètes dans 5 domaines de programme :
- L’éducation des femmes et des filles ;
- L’autonomisation et le leadership des femmes ;
- La lutte contre les violences à l’égard des femmes et des filles ;
- La santé et la sécurité alimentaire ;
- L’environnement et de développement durable.

Le Soroptimist International France a été créé en 1924 par la docteure Suzanne Noël. Elle fonde des unions nationales à travers la France. La première ouvre à Paris et est à l’origine de la Fédération européenne Soroptimist, dont elle va assumer la première présidence. Le premier club est celui fondé à Paris en 1924 ; depuis 2022, il s'appelle : Soroptimist International Paris-Fondateur.
La France est divisé en 5 secteurs :
- Nord Est : une dizaine de clubs dont ceux de Metz, Nancy, Strasbourg, Épinal[8].
- Sud Est
- Nord Ouest
- Sud-Ouest, dont Angoulême
- Outre-mer

Une douzaine d’autres clubs existent à travers l’Europe, comme à Istanbul depuis 1948.

## Anciennes membres célèbres
- Margarete Berent (1887-1965), avocate allemande
- Cécile Brunschvicg (1877-1946), femme politique française[9].
- Marie-Jeanne Bassot (1878-1935), fondatrice de la Fédération nationale des centres sociaux et socioculturels de France[10].
- Cécile Biéler (Butticaz) (1884-1966), première femme ingénieure d'Europe[11].
- Anne Berman (1889-1979), pharmacienne et psychanalyste[12].
- Manon Cormier (1896-1945), avocate, féministe et résistante française[13].
- Victoire Durand-Gasselin (1908-1998), architecte.
- Alice La Mazière (1882-1962), journaliste.
- Suzanne Noël (1878-1954), médecin française, fondatrice de la section française.
- Marcelle Werbrouck (1889-1959), première femme égyptologue belge.
- Marcelle Baud (1890-1987), égyptologue française
- Germaine Poinso-Chapuis (1901-1981), avocate et femme politique française. Elle est cofondatrice, en 1929, du club Soroptimist de Marseille
- Lucie Landré (1901-2003), présidente fondatrice du club d'Angoulême, chevalier de la Légion d'honneur, commandeur des Palmes académiques, récipiendaire de la Médaille des Justes[14].
- Elisabeth Hoeter participe à la fondation de la section neuchâteloise des Soroptimist en 1954[15].